# Kozonoška
Kozonoška (lat. Himantoglossum), biljni rod iz porodice kaćunovki kojemu pripada 9 vrsta zeljsatih cvjetnica. U Hrvatskoj raste jadranska kozonoška (Himantoglossum adriaticum), koje ima i na području srednje Europe, zapadnom Balkanu i Apeninskog poluotoka, a može narasti do jednog metra visine, te je jedna od najviših europskih orhideja. Vrsta Robertova barlia u ovaj rod uključena je 1999. iz roda Barlia.

## Vrste
1. Himantoglossum adriaticum H.Baumann
2. Himantoglossum ×agiasense (Karatzas) ined.
3. Himantoglossum calcaratum (Beck) Schltr.
4. Himantoglossum caprinum (M.Bieb.) Spreng.
5. Himantoglossum comperianum (Steven) P.Delforge
6. Himantoglossum formosum (Steven) K.Koch
7. Himantoglossum hircinum (L.) Spreng.
8. Himantoglossum metlesicsianum (W.P.Teschner) P.Delforge
9. Himantoglossum montis-tauri Kreutz & W.Lüders
10. Himantoglossum robertianum (Loisel.) P.Delforge,  Robertova barlia
11. Himantoglossum ×samariense C.Alibertis & A.Alibertis

## Sinonimi
- Barlia Parl. in Nuov. Gen. Sp. Monocot.: 5 (1858)
- Comperia K.Koch in Linnaea 22: 287 (1849)
- × Comptoglossum Karatzas in J. Eur. Orch. 36: 954 (2004)
- Loroglossum Rich. in De Orchid. Eur.: 25 (1817)